# Václav Toušek (geograf)
Václav Toušek (* 24. dubna 1949 Zlín) je český socioekonomický geograf. Absolvoval a většinu života působil na univerzitě v Brně (dosud jako externista), od roku 2004 působí jako docent na Univerzitě Palackého v Olomouci, na Přírodovědecké fakultě, Katedře geografie v oddělení humánní geografie.

## Vzdělání
Mezi roky 1967–1972 vystudoval Univerzitu Jana Evangelisty Purkyně v Brně (dnešní Masarykovu univerzitu), kde studoval obor učitelství s aprobací na matematiku a zeměpis na Přírodovědecké fakultě. Titul RNDr., tedy doktor přírodních věd, získal v roce 1975 také na Univerzitě Jana Evangelisty Purkyně v Brně a jeho rigorózní prací byla práce názvem „Funkční klasifikace obcí Jihomoravského kraje“. V roce 1988 pak úspěšně získal titul kandidáta věd, ve zkratce CSc. od Geografického ústavu ČSAV v Brně v oboru ekonomické geografie. Jeho disertační prací byla práce s názvem „Geografické hodnocení vybraných aspektů vývoje osídlení ČSR (na příkladu střediskových obcí)“. Vědecko-pedagogickou hodnost vysokoškolského pedagoga (Docent) získal v roce 2004 na Univerzitě Komenského v Bratislavě na Přírodovědecké fakultě v oboru humánní geografie. Ve svojí habilitační práci se zde zabýval geografickými aspekty transformace českého průmyslu po roce 1989.

## Profesní činnost
Svoji profesní činnost Václav Toušek zahájil v roce 1972 jako asistent na Přírodovědecké fakultě Univerzity Jana Evangelisty Purkyně v Brně. V letech 1973 – 1990 pak působil na Geografickém ústavu ČSAV v Brně jako vědecký aspirant, odborný pracovník, vědecký pracovník a samostatný vědecký pracovník a mezi lety 1980 – 1990 také jako vedoucí oddělení ekonomické geografie. Po působení v Geografickém ústavu ČSAV v Brně se přesunul na Přírodovědeckou fakultu Masarykovy univerzity v Brně, kde působil jako odborný asistent a docent. Od srpna roku 2000 je také ředitelem Výzkumného centra regionálního rozvoje, což je společné pracoviště tří fakult Masarykovy univerzity (Ekonomicko-správní, Sociálních studií a Přírodovědecké). Od roku 2004 do současnosti působí jako docent na Přírodovědecké fakultě Univerzity Palackého v Olomouci. Mezi lety 2004 – 2007 byl ředitelem katedry geografie na této univerzitě.

### Vědecko-výzkumná činnost
- Geografický ústav ČSAV
- Masarykova univerzita v Brně
- Univerzita Palackého v Olomouci
- Ostatní vědecké instituce

Na geografickém ústavu ČSAV se ve vědecko-výzkumné činnosti orientuje převážně na problematiku obyvatelstva a sídel a na tematickou kartografii (automatizovaná kartografická tvorba). Je také odpovědným řešitelem výzkumných úkolů, odpovědný redaktor 2 mapových děl (Atlas ČSR ze sčítání lidu 1980, Atlas obyvatelstva ČSSR) a odpovědný řešitel výzkumných úkolů dvoustranné spolupráce s akademickými geografickými pracovišti v Polsku, NDR a Bulharsku. Je také členem redakční rady časopisů Zprávy GgÚ ČSAV a Studia Geographica, v letech 1980–1990 vedoucím oddělení ekonomické geografie.
Na Masarykově Univerzitě vykonával v letech 2000–2010 funkci ředitele Centra pro regionální rozvoj MU. Jeho vědecko-výzkumná činnost se zde orientovala především na problematiku geografie průmyslu a geografické aspekty trhu práce, účastnil se řešení výzkumného záměru Ekonomicko-správní fakulty MU, 5 projektů podporovaných Grantovou agenturou ČR a 4 projektů podpořených Fondem rozvoje vysokých škol a desítek výzkumů financovaných orgány veřejné správy (MMR ČR, MV ČR, MPSV ČR, krajské, okresní a městské úřady).
Na Univerzitě Palackého v Olomouci se věnuje problematice regionální politiky a regionálního rozvoje, účastní se řešení projektů financovaných s podporou GA ČR, případně orgánů veřejné správy. V letech 2009–2011 se stal vedoucím vědecko-pedagogické rady oboru Vědy o Zemi a od roku 2006 je členem vědecké rady Přírodovědecké fakulty. Od roku 2009 zastával místo jako šéfredaktor časopisu AUPO Geographica je předseda redakční rady edice Geographia Moravica.
V rámci ostatní vědecké činnosti se stal vedoucím panelu Geografie a člen oborové rady Grantové agentury Akademie věd ČR č. 3 Vědy o Zemi a vesmíru. V letech 2007–2010 a od roku 2011 je konzultantem této oborové rady a člen pracovní skupiny Akreditační komise pro geografii (v letech 2004–2009). Od roku 2011 se stal také členem vědecké rady Fakulty sociálně ekonomické Univerzity J. E. Purkyně v Ústí nad Labem. A patří do redakční rady časopisu Regionální studia, který od roku 2007 vydává VŠE v Praze.

### Pedagogická činnost
Pedagogickou činnost má například ve vedení kurzů týkajících se problematiky geografie průmyslu, regionální geografie ČR, regionální politiky a regionálního rozvoje, metod sociálně geografického výzkumu, geografické analýzy trhu práce a geografických aspektů správní struktury. O roku 1991 do roku 2001 byl Školitel a předseda oborové rady oboru Regionální geografie a regionální rozvoj, od roku 2001 do 2012 člen oborové rady oboru Geografie a předseda oborové komise oboru Regionální geografie a regionální rozvoj, a od roku 2013 také člen oborové rady oboru Geografie (vše na Masarykově univerzitě v Brně). Do roku 2012 byl garantem oboru Regionální geografie a člen oborové rady Mezinárodní rozvojová studia na Univerzitě Palackého v Olomouci. Členství má také v oborové radě oboru Sociální geografie a regionální rozvoj Univerzitě Karlově v Praze a v oborové radě oboru Regionalistika – veřejná správa na Vysoké škole ekonomické v Praze. Je také vedoucím více než 200 obhájených diplomových a bakalářských prací na Masarykově univerzitě, Univerzitě Palackého a Univerzitě Jana Evangelisty Purkyně v Ústí nad Labem a zároveň školitelem 17 studentů, kteří obhájili disertační práce z oboru Regionální geografie a regionální rozvoj.

## Přehled vybraných publikací

### Zahraniční publikace
- The Economic Structure of Communities and its Changes during 1961 – 1970. In: International Geography ΄76, Additional Volume 12. – Moskva: IGU, 1976. – pp. 262 – 264
- Transformace české ekonomiky z pohledu geografického terénního výzkumu. In: P. Mariot (ed.): Zborník abstraktov, referátov na 11. zjazde SGS. – Častá: Slovenská geografická společnost, 1994. – s. 43
- Toušek, Václav: Transformace průmyslu v ČR a jeho odvětvová struktura v nových krajích [Transformation of Industry in Czech republic and its sector structure in the new regions]. In: Acta Universitatis Matthiae Belii, Geografické štúdie Nr. 7. – Banská Bystrica: Fakulta prírodných vied UMB, 2000. – s. 112 – 118. – ISBN 80-8055-443-9
- Kunc, Josef - Toušek, Václav: Restructuration of Czech Industry and its Effect on the Regional Development. In: Przeksztalcenia regionalnych struktur funkcjonalno-przestrzennych, Nr. V. - Wroclaw: Institut Geograficzny Uniwersytetu Wroclawskiego, 2000. - pp. 205 - 215. - ISBN 83-87196-07-X
- Mulíček, Ondřej – Toušek, Václav: Changes of Brno Industry and Their Urban Consequences. Bulletin of Geography (socio-economic series) No. 3/2004, Annual (1 issue), Nicolaus Copernicus University, Toruń 2004, ISSN 1732-4254, s. 61 - 70

### Domácí publikace

#### Vědecké práce
- Toušek, Václav: Hospodářské typy obcí v ČSR a jejich změny v období let 1961 až 1970, [Ekonomičejskije tipy naselenych punktov v ČSR i ich izmenenija v period 1961 – 1970 gg, Economic Type of Communities and their Changes in the Czech Socialist Republic between 1961 and 1970]. In: Zprávy Geografického ústavu ČSAV. – Roč. 12, č. 8, 1975, s. 23 – 35
- Toušek, Václav: Transformace průmyslové výroby v mikroregionech. In: Pacherův mlýn, „Sborník vystoupení“ ze semináře k otázkám rozvojových možností tří mikroregionu Hrušovanska – Vranovska – Jemnicka. – Brno: GaREP, 1994. – s. 9 – 10
- Toušek, Václav – Kunc, Josef: Průmyslová výroba a strategie rozvoje krajů v České republice. In: Sborník referátů z II. mezinárodního kolokvia o regionálních vědách. – Brno: Masarykova univerzita, 1999, s. 39 – 66. – ISBN 80-210-2317-1
- Kunc, Josef - Toušek, Václav - Vašková, Lenka: Elektrotechnický průmysl v ČR: minulost a současnost (historický a regionálně geografický přehled), [The Electrotechnic Industry in the Czech Republic through the Ages and Concurrence (Historical and Regional - Geographical Survey)]. In: Geografie XII. - Brno: Masarykova univerzita, 2001, s. 89 - 94. - ISBN 80-210-2664-2
- Řeřicha, R. - Toušek, Václav: Brněnský průmysl na počátku 21. století (analýza vybraných finančních ukazatelů). In: Sborník ze VII. mezinárodního kolokvia o regionálních vědách, Brno, ESF MU, 2004, str. 143-149.

#### Výzkumné studie a průběžné zprávy
- Toušek, Václav a kol. (Daněk, Petr - Hynek, Alois - Mulíček, Ondřej - Řehák, Stanislav - Tonev, Petr): Základní tendence budoucího socioekonomického vývoje brněnské aglomerace: konceptuální východiska. Brno: GaREP, 1999. - 36 s.
- Řeřicha, Radek - Toušek, Václav - Vašková, Lenka: Hospodaření průmyslových podniků se sídlem v Brně v roce 2001 (analýza a syntéza finančních ukazatelů). Brno: VCRR MU, 2002. - 33 s.

### Populární a naučné články, ostatní
- Toušek, Václav: Analýza a syntéza zákonitostí prostorových struktur v podmínkách rozvinuté socialistické společnosti (zpráva z 2. bulharsko-československého semináře z ekonomické geografie, 28.5. – 1.6.1985, Sofie). In: Sborník Československé geografické společnosti. – sv. 91, č. 2, 1986, s. 156 – 157. – ISSN 0036-5254
- Toušek, Václav: Jubileum RNDr. Zdeňka Hoffmanna, CSc. In: Zprávy Geografického ústavu ČSAV. – Roč. 26, č. 3, 1989, s. 72 – 73. – ISSN 0375-6122